# ایکس‌دی‌سی‌سی

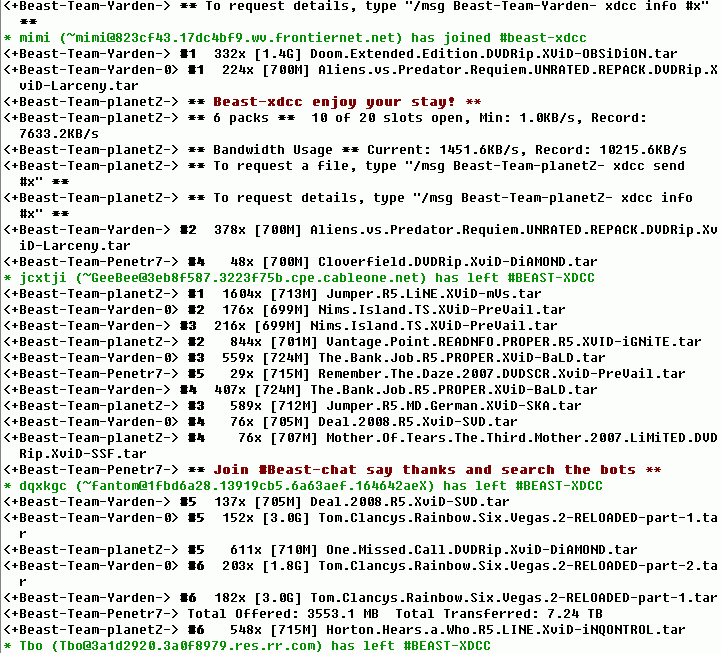
یک لیست از بسته های قابل دریافت از ربات XDCC

ایکس‌دی‌سی‌سی یکی از روش‌های اشتراک پرونده است که از آی‌آرسی به عنوان میزبان خدمات خود استفاده می‌کند.

## ویژگی‌ها
برخلاف انتقالات همتا به همتا، کارسازان ایکس‌دی‌سی‌سی سرعت بسیار بالایی دارند که گاهی به یک صد مگابیت نیز می‌رسد. اغلب کارسازان FTP نیز کارساز ایکس‌دی‌سی‌سی خود را برای آسان‌سازی بارگذاری پرونده‌ها دارند. بسیاری از کارسازان ایکس‌دی‌سی‌سی بر روی کامپیوترهای آلوده اجرا می‌شوند.

## به‌کارگیری
از آنجایی که کارخواهان مبتنی بر مرورگر در آی‌آرسی با پروتکل DCC سازگاری ندارند کاربران برای دریافت پرونده‌ها نیاز به نصب یک برنامه مانند Hexchat خواهند داشت. کارخواه باید به خوبی تنظیم شده باشد وگرنه بارگذاری‌ها توسط کارخواه رد خواهند شد.

## موتورهای جستجوگر
تعدادی از موتورهای جستجو شبکه‌های آی‌آرسی و ایکس‌دی‌سی را فهرست می‌کنند مانند آنچه پایرت بی برای تورنت انجام می‌دهد.
یکی از معروف‌ترین این جستجوگرها 4XDCC است.
جستجوگرهای دیگری نیز وجود دارند از جمله:
- SunXDCC.com
- cr4wl.ga